# Hainbücht

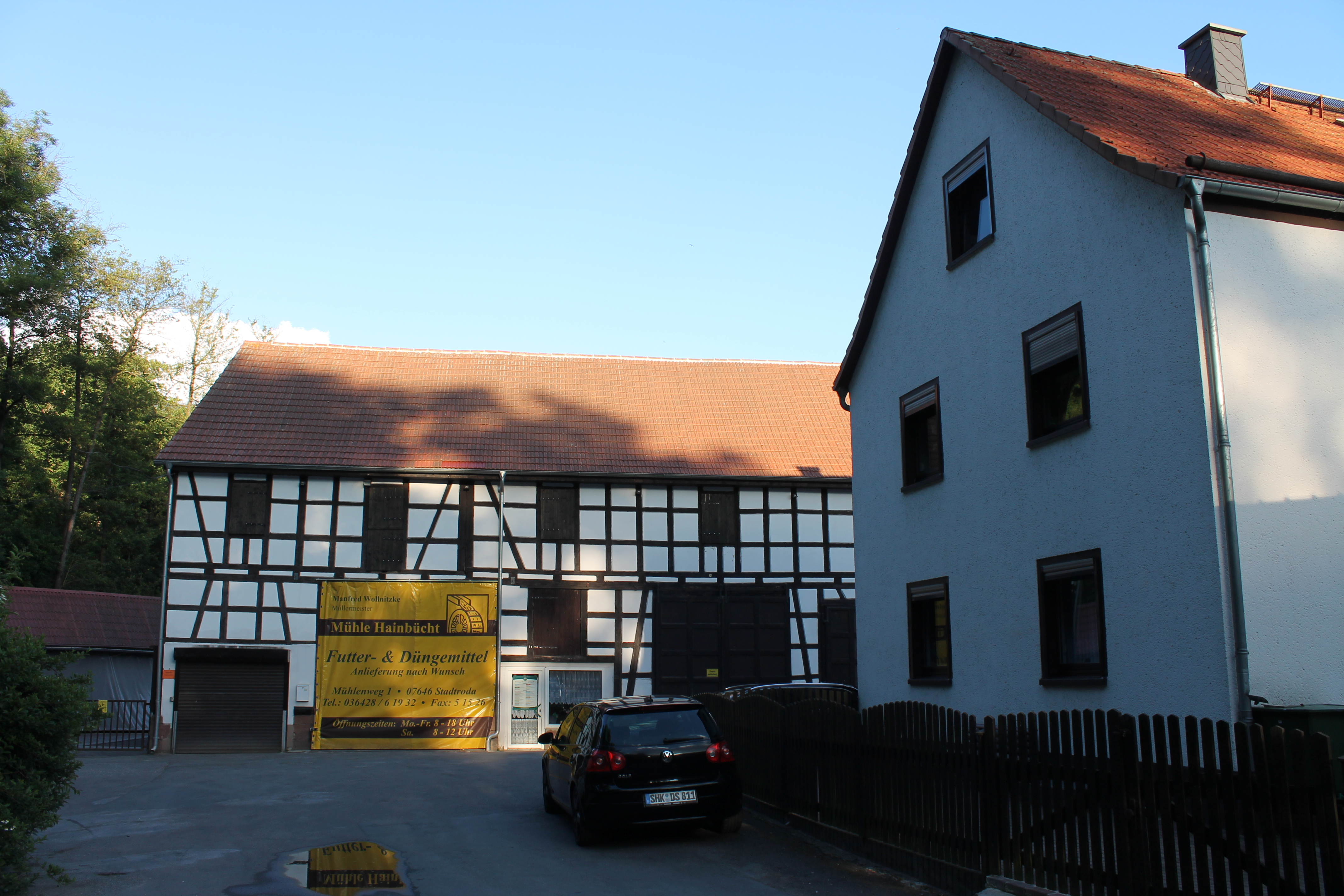
Mühle

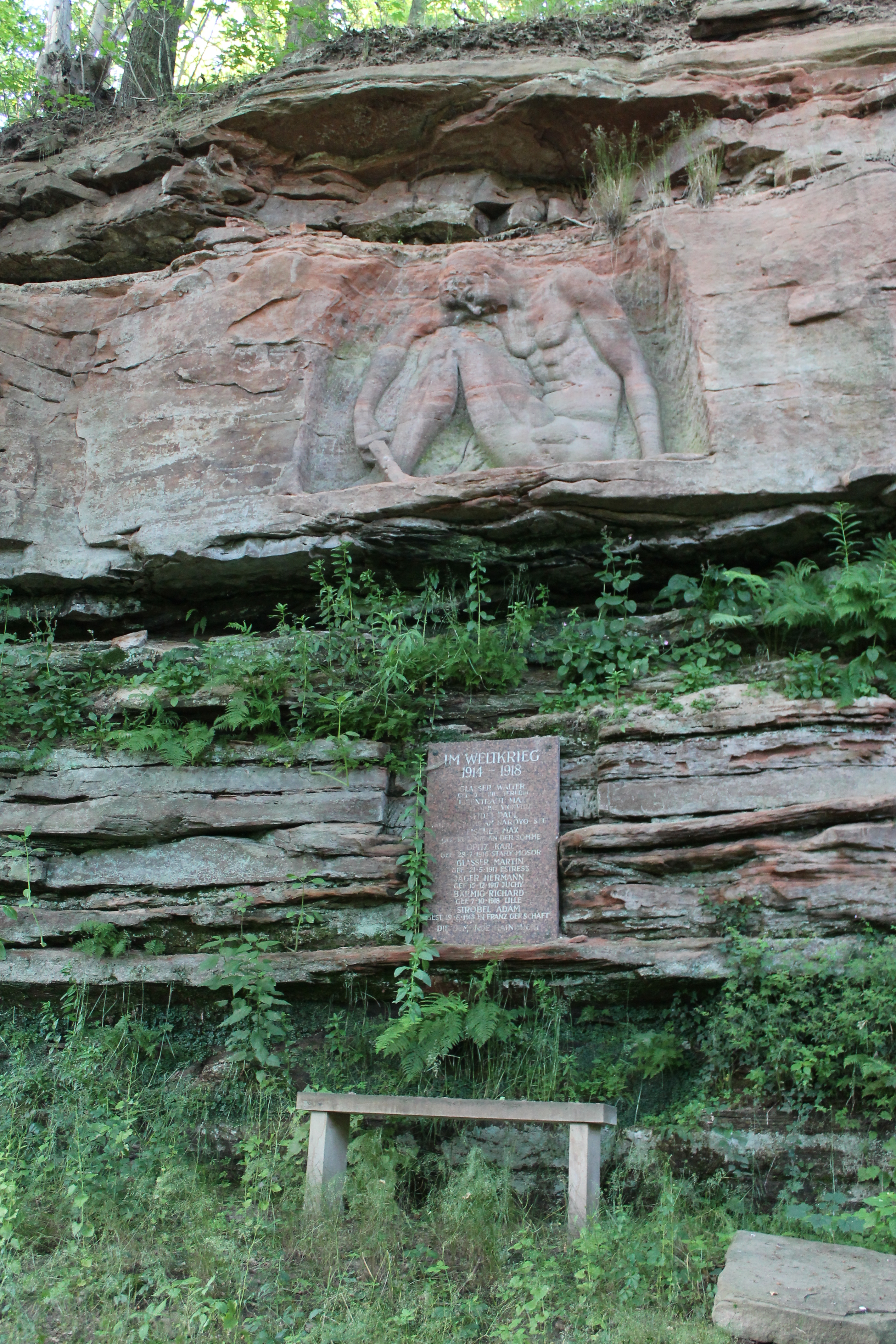
Gefallenendenkmal

Hainbücht ist ein Ortsteil von Stadtroda im Saale-Holzland-Kreis in Thüringen.

## Geografie
Der Ortsteil Hainbücht liegt direkt am westlichen Rand der Kernstadt und an der Landesstraße 1077, die nach Jena führt. In Jena erreicht man den Anschluss an die Bundesautobahn 4. Die Bundesautobahn verläuft unweit nördlich an Stadtroda dahin. Nördlich von Hainbücht verläuft die Bahnstrecke Weimar–Gera. Die Gemarkung von Hainbücht besitzt 207 ha und ist sehr kupiert; gen Süden sind Hänge und Anhöhen bewaldet. Das Flüsschen Roda fließt durch das Dorf. Deshalb gibt es im Ortsteil eine Wassermühle.

## Geschichte
Die urkundliche Ersterwähnung von Hainbücht erfolgte 1457.
Einst gehörte der Weiler zu den Klosterdörfern. Nach der Klosterauflösung 1534 war das Amt Roda für das Dorf zuständig.
Am 18. März 1994 wurde das Dorf mit 116 Einwohnern nach Stadtroda eingemeindet.

## Denkmale
- Seit 1617 existiert die heute noch betriebsfähige Mühle. Mit ihr wird mit Wasserkraft Mischfutter für Kunden hergestellt. Die Mühle ist ein technisches Denkmal.
- Ein Kreuzstein erinnert an den bei Unwettern am 30. September 1859 ums Leben gekommenen Pfarrer von Schlöben.
- 1922 hat ein unbekannter Bildhauer für die im Ersten Weltkrieg gefallenen Soldaten ein Denkmal in einen Felsen gehauen. Darunter steht die Namenstafel.[1]

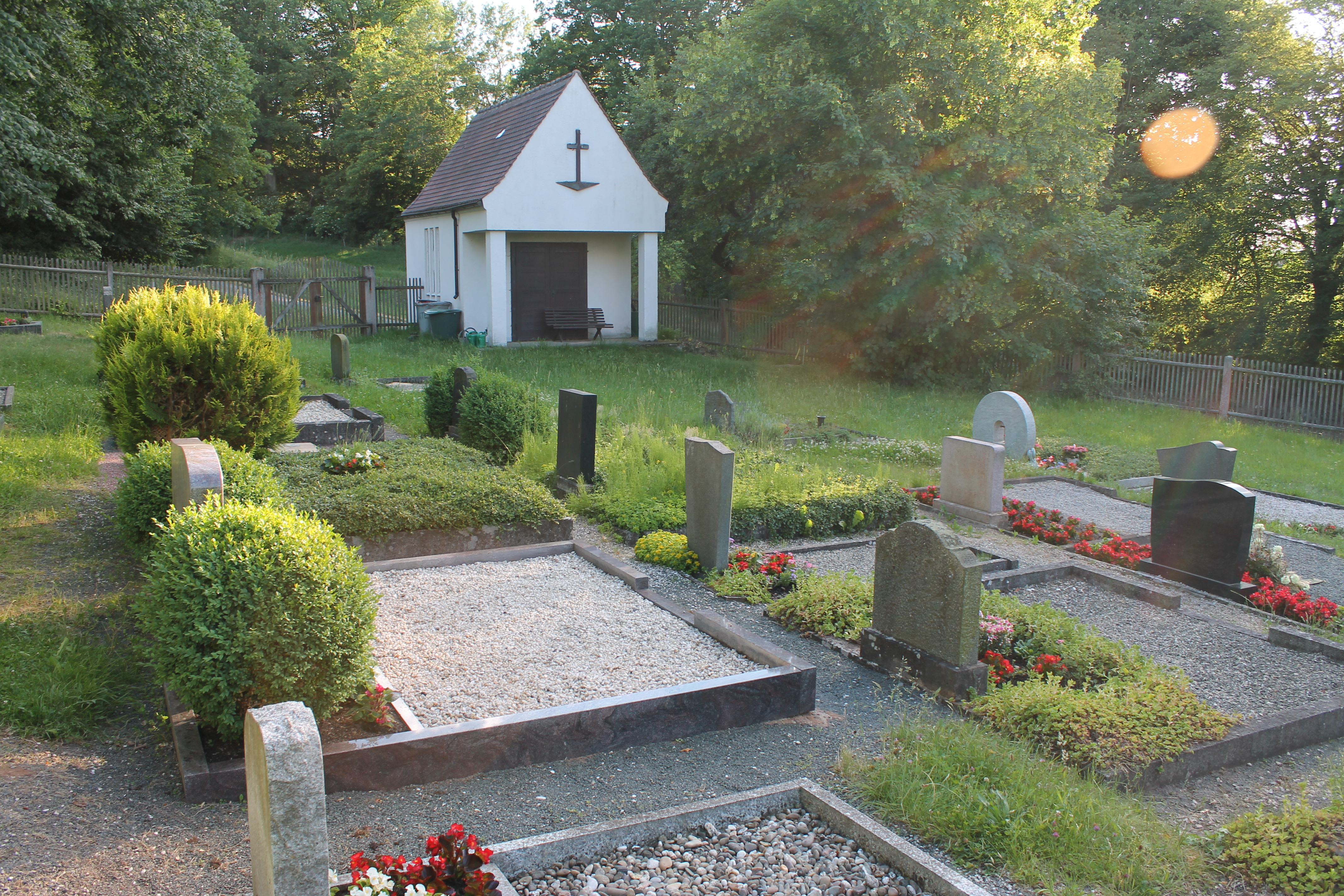
Friedhof mit Kapelle
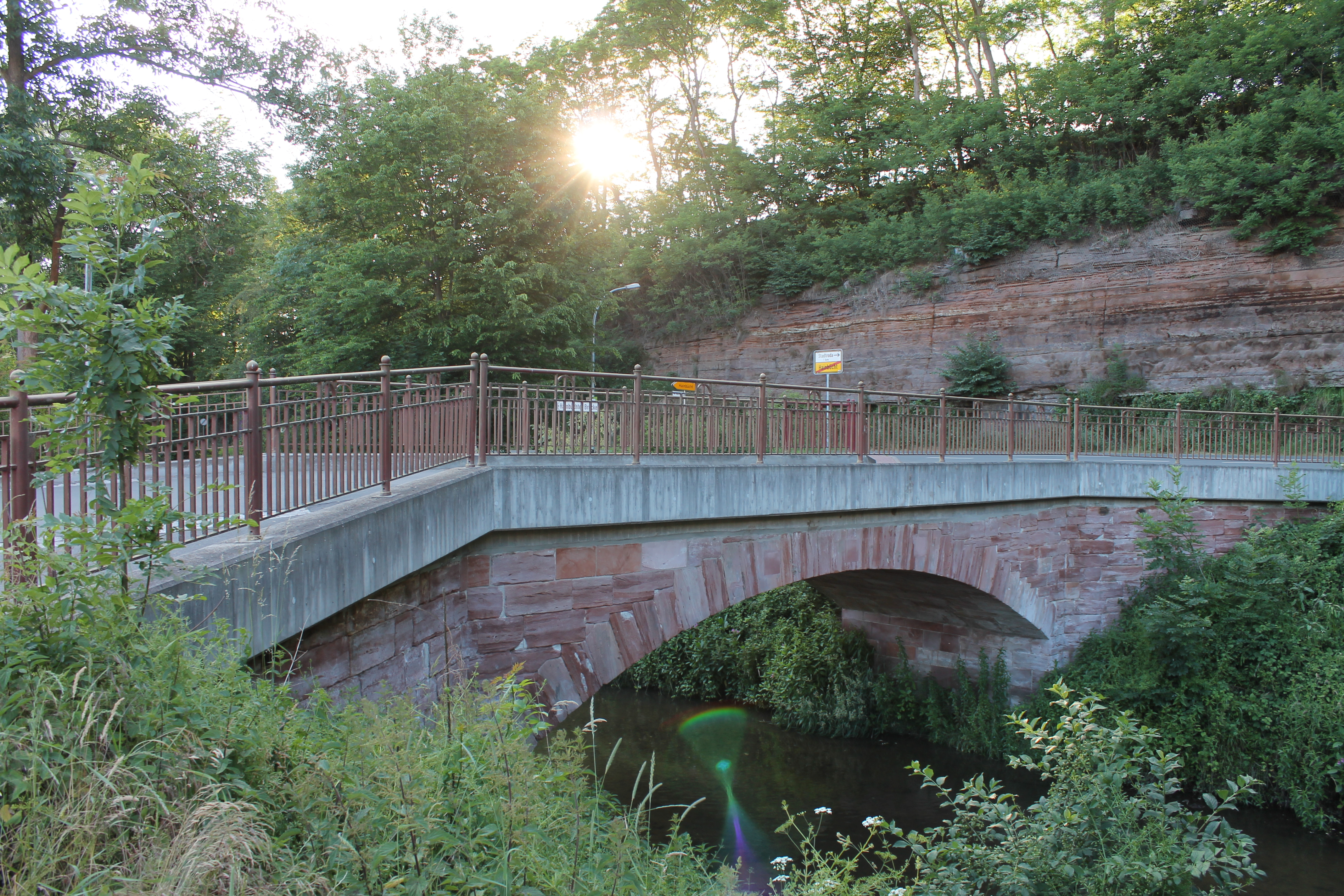
Brücke am Ortseingang
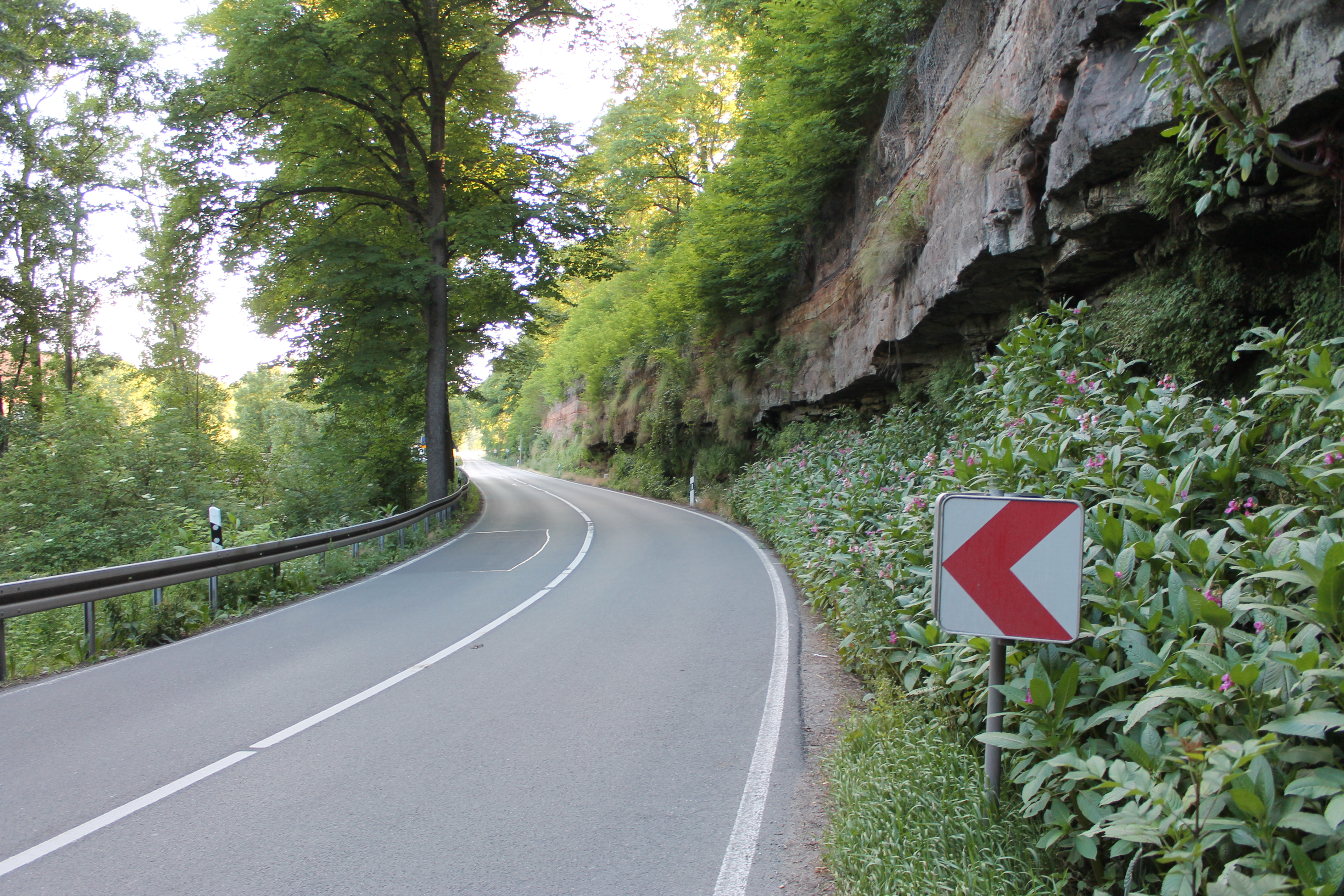
Landstraße bei Hainbücht